# جون دبليو. رينولدز سينيور
جون دبليو. رينولدز سينيور (بالإنجليزية: John W. Reynolds, Sr.)‏ هو محامي أمريكي، ولد في 4 أكتوبر 1876، وتوفي في 4 فبراير 1958.